# یکی بود، یکی نبود (مجموعه تلویزیونی)
یکی بود، یکی نبود یک مجموعه تلویزیونی محصول سال ۱۳۷۸ به کارگردانی جواد ارشاد،  می‌باشد که از شبکه یک پخش شد. این مجموعه در ۱۳ قسمت تهیه شد.

## بازیگران
- داریوش اسدزاده
- کامران فیوضات
- جمشید مشایخی
- رامین نعمتی
- حمید مهرآرا
- زهره صفوی
- ژاله علو
- سمیرا سیاح
- زهره فکور صبور
- محمدرضا نوروزی
- افسانه خلیلی
- منوچهر بهروج
- کورش زارع پناه
- بیتا عبائیان
- علی گلزاده
- عباس قلیچ لو
- محمدعلی قلیچ لو
- جواد نظری
- امیرحسین گرایلی
- علیرضا هدایتی
- سیروس اسنقی